# Józef Moszyński
Józef Moszyński herbu Łodzia (ur. w 1860, zm. w 1914 w Grodzisku Mazowieckim) – polski architekt.

## Zarys biografii

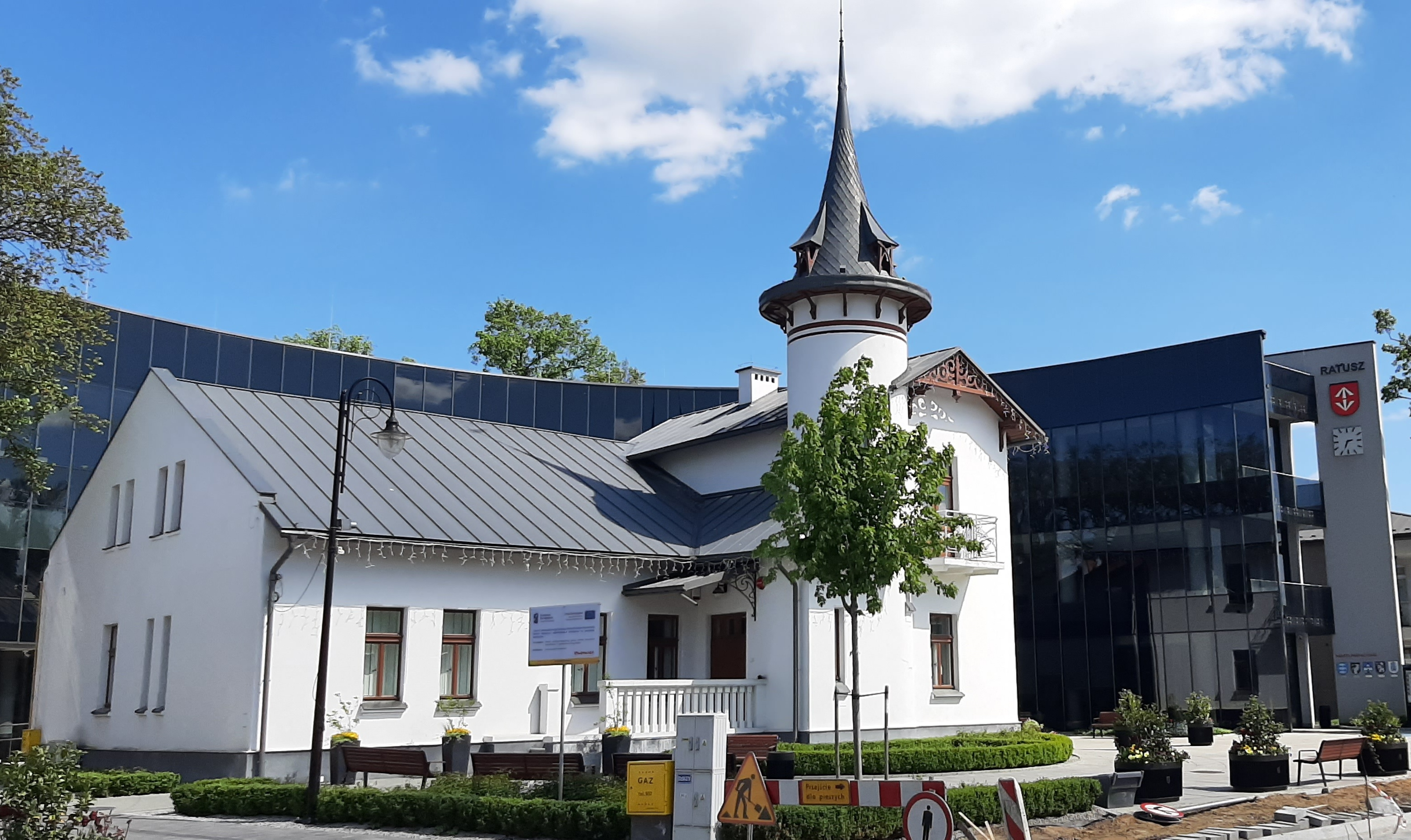
Willa „Niespodzianka” w Grodzisku Mazowieckim

Był synem Juliana Moszyńskiego herbu łodzia i Eweliny z Kraskowskich herbu ślepowron, urodzonej na Syberii córki zesłańca Józefa Kraskowskiego. Po ukończeniu warszawskiego liceum realnego wstąpił do założonego w 1832 Instytutu Inżynierów Cywilnych  (ros. Институте гражданских инженеров  w St. Petersburgu. Podczas studiów odbywał praktykę przy budowie Kolei Iwangorodzko-Dąbrowskiej (ros. Ивангородо-Домбровская железная дорога) z Dęblina do Zagłębia Dąbrowskiego.  11 czerwca 1887 został mianowany szefem technicznym w departamencie spraw religijnych Ministerstwa Spraw Wewnętrznych. W 1888 roku ukończył z wyróżnieniem Instytut Inżynierów Cywilnych. W 1890 został kierownikiem budowy gmachu departamentu policji w St. Petersburgu. 29 maja 1892 roku został mianowany młodszym architektem wydziału budowlanego władz prowincji petersburskiej. 14 listopada tego samego roku został wysłany do Warszawy, aby nadzorować prace budowlane przy przebudowie Teatru Wielkiego. 16 grudnia 1893 roku otrzymał awans na asesora kolegialnego. 18 września 1895 roku został mianowany profesorem w Instytucie Inżynierów Cywilnych. 19 marca 1896 roku został zwolniony ze stanowiska młodszego architekta w wydziale konstrukcyjnym władz prowincji petersburskiej.  29 grudnia 1902 roku został mianowany technikiem w biurze komisji budowy koszar, pozostając na dotychczasowym stanowisku. W tym samym roku otrzymał stopień radcy stanu.
Działał w środowisku Polonii w St. Petersburgu, wspierając materialnie studiujących tam polskich studentów.
Jest autorem wielu domów mieszkalnych i rezydencji na terenie Rosji. Do najbardziej znaczących projektów użyteczności publicznej należy zaliczyć  projekt zespołu budynków szpitala psychiatrycznego im Piotra Piotrowicza Kaszczenko w Nikolskim k. St. Petersburga. Należy dodać, że lekarz ten był jednym z twórców nowoczesnej psychiatrii w Rosji i jako taki pełnił funkcję głównego konsultanta Józefa Moszyńskiego przy projektowaniu i budowie szpitala.    Kompleks szpitalny zlokalizowany jest w miejscowości, która dawniej była nazywana  Siworice. 
W 1903 roku,  dla siebie, swojej matki i rodzonej siostry wraz z rodziną, wybudował w Grodzisku Mazowieckim przy ul. Kościuszki 12 (dawnej Ogrodowej) charakterystyczną willę z wieżą. Utrzymany w stylu secesyjnym budynek nosi nazwę „Niespodzianka”. Moszyński prawdopodobnie jest także autorem grodziskiego „domu rejenta” przy ul. Bałtyckiej oraz budynku przy ul. Kilińskiego 16.
Zmarł w Grodzisku Mazowieckim i został pochowany na tamtejszym cmentarzu parafialnym.

## Odznaczenia
- Order Świętego Włodzimierza  IV klasy (1892)
- Order Świętego Stanisława II klasy (1901)